# Pierre Girod
Pierre Girod (* 13. Juli 1776 in Genf; † 30. März 1844 ebenda; heimatberechtigt ebenda) war ein Schweizer Politiker.

## Biografie
Pierre Girod wurde als Sohn des Jacob Girod, der Mitglied des Rats der Zweihundert war, und der Anne Lacaussade geboren. Im Jahr 1809 heiratete er Jeanne-Louise-Renée Jolivet. Sie war die Tochter von Pierre Jolivet, der Mitglied der Genfer Regierung war und 1794 vom Revolutionsgericht verbannt wurde. 
Nach dem Studium der Rechtswissenschaften in Genf, Berlin und Paris wurde Girod 1798 Rechtsanwalt. Von 1906 bis 1823 war er Professor für Zivilrecht an der Akademie von Genf. Im Jahr 1810 wurde er Ersatzrichter am erstinstanzlichen Gericht.
Nach der Franzosenzeit und dem Anschluss Genfs an die Schweizerische Eidgenossenschaft war Girod von 1814 bis 1822 Mitglied des Genfer Conseil représentatif sowie 1819 und 1828 Tagsatzungsgesandter. Von 1823 bis 1841 gehörte er dem Genfer Staatsrat an, zwischen 1825 und 1841 war er neunmal Bürgermeister. Als Konservativer war er gegen die Absetzbarkeit der Staatsräte und die Herabsetzung des Wahlzensus. Er widersetzte sich im Staatsrat dem von Jean-Jacques Rigaud verfochtenen „schrittweisen Fortschritt“.